# Trevico
Trevico – miejscowość i gmina we Włoszech, w regionie Kampania, w prowincji Avellino.
Według danych na 1 stycznia 2022 roku gminę zamieszkiwało 865 osób (423 mężczyzn i 442 kobiety).